# 1993 en combiné nordique
| Années du combiné nordique : 1990 - 1991 - 1992 - 1993 - 1994 - 1995 - 1996    |
| Décennies du combiné nordique : 1960 - 1970 - 1980 - 1990 - 2000 - 2010 - 2020 |

Cette page reprend les résultats de combiné nordique de l'année 1993.

## Coupe du monde
Pour la première fois, le classement général de la Coupe du monde de combiné nordique est remporté par un non-européen : le Japonais Kenji Ogiwara gagne la Coupe du monde 1993 devant le Norvégien Fred Børre Lundberg. Un autre Japonais, Takanori Kono, est troisième.

### Coupe de la Forêt-noire
La coupe de la Forêt-noire 1993 fut remportée par le Norvégien Fred Børre Lundberg.

### Festival de ski d'Holmenkollen
L'épreuve de combiné de l'édition 1993 du festival de ski d'Holmenkollen donna lieu à un triplé Japonais : elle fut remportée par Takanori Kono devant ses compatriotes Kenji Ogiwara et Junichi Kogawa.

### Jeux du ski de Lahti
L'épreuve de combiné des Jeux du ski de Lahti 1993 fut remportée par le coureur japonais Kenji Ogiwara devant le Norvégien Fred Børre Lundberg. Le Japonais Masashi Abe termine troisième.

### Jeux du ski de Suède
Kenji Ogiwara s'impose dans l'épreuve de combiné des Jeux du ski de Suède 1993 devant les Norvégiens Knut Tore Apeland et Trond Einar Elden. Cette épreuve fut celle du championnat du monde.
Dans l'épreuve par équipes, Takanori Kono, Masashi Abe et Kenji Ogiwara, qui forment l''équipe du Japon, s'imposent. Ils devancent l'équipe de Norvège (Knut Tore Apeland, Trond Einar Elden & Fred Børre Lundberg) tandis que l'équipe d'Allemagne (Thomas Dufter, Jens Deimel & Hans-Peter Pohl) termine troisième.

## Championnat du monde
Le championnat du monde eut lieu à Falun, en Suède, lors des Jeux du ski de Suède.
L'épreuve de combiné fut remportée par le Japonais Kenji Ogiwara. Il s'impose devant les Norvégiens Knut Tore Apeland et Trond Einar Elden.

## Universiade
L'Universiade d'hiver de 1993 s'est déroulée à Zakopane, en Pologne. L'épreuve de combiné fut remportée par le Japonais Junichi Kogawa devant le Polonais Stanisław Ustupski. Un autre Japonais, Kazuyoshi Fujiwara, est troisième.

## Championnat du monde juniors
Le Championnat du monde juniors 1993 a eu lieu à Harrachov, en République tchèque.
L'épreuve individuelle a vu la victoire du coureur norvégien Knut Borge Andersen devant l'Autrichien Christoph Eugen. Le Norvégien Gard Myhre termine troisième.

## Coupe du monde B
Le classement général de la Coupe du monde B 1993 donna lieu à un triplé allemand. Il fut remporté par Thomas Abratis devant Enrico Heisig et Falk Weber.

## Coupe OPA
Le jeune Allemand Sepp Buchner remporte la coupe OPA 1993.
Chez les plus jeunes, c'est l'Autrichien Felix Gottwald qui s'impose.

## Championnats nationaux

### Championnats d'Allemagne
Les résultats du championnat d'Allemagne de combiné nordique 1993 manquent.

### Championnat d'Estonie
Disputé à Otepää, le Championnat d'Estonie 1993 a vu la victoire de Allar Levandi. Il s'impose devant Peter Heli et Roomet Pikkor.

### Championnat des États-Unis
Comme deux ans auparavant, le championnat des États-Unis 1993 s'est tenu à Steamboat Springs, dans le Colorado. Il a été remporté par Tim Tetreault.

### Championnat de Finlande
Les résultats du championnat de Finlande 1993 manquent.

### Championnat de France
Les résultats du championnat de France 1993 sont incomplets. Il a été remporté par Fabrice Guy.

### Championnat d'Islande
Le championnat d'Islande 1993 fut remporté par Ólafur Björnsson, le champion en titre.

### Championnat d'Italie
Le championnat d'Italie 1993 fut remporté par Paolo Bernardi (it), qui était arrivé troisième l'année précédente. Il s'impose devant le champion sortant, Andrea Cecon, tandis que Simone Pinzani (de) est troisième.

### Championnat de Norvège
Le championnat de Norvège 1993 se déroula à Våler, sur le Gjerdrumsbakken.
Le vainqueur de l'épreuve individuelle fut Fred Børre Lundberg, qui s'imposa devant Knut Tore Apeland et Bård Jørgen Elden.
L'épreuve par équipes a vu la victoire de celle du Comté de Nord-Trøndelag, composée par Henrik Brørs, Trond Einar Elden et Bård Jørgen Elden. Elle s'impose devant l'équipe de Troms et devant celle du Sør-Trøndelag.

### Championnat de Pologne
Comme lors des cinq éditions précédentes, le championnat de Pologne 1993 fut remporté par Stanisław Ustupski, du club Wisła Zakopane.

### Championnat de Suède
Le championnat de Suède 1993 a distingué Tomas Nordgren (no), du club Bollnäs GIF (sv), qui fut également le club champion.

### Championnat de Suisse
Organisé à Saint-Moritz, le Championnat de Suisse 1993 a vu la victoire de Jean-Yves Cuendet, devant Andreas Schaad et Hansjörg Zihlmann.